# Adrian Pasdar
Adrian Kayvan Pasdar (Pittsfield, Massachusetts; 30 de abril de 1965) es un actor estadounidense conocido por interpretar a Glenn Talbot / Gravitón en Agents of S.H.I.E.L.D.

## Bíografía
Su padre, Homayoon Pasdar, era un cirujano cardíaco nacido en Irán que emigró a los Estados Unidos, trabajando en Filadelfia. Su madre, Rosemari Sbresny nació en Königsberg (antigua ciudad prusiana, hoy en Rusia) y trabajó como enfermera antes de dedicarse a ser profesora de inglés y agente de viajes en Francia.
Adrian Kayvan Pasdar nació en Pittsfield, Massachusetts.
Antes de dedicarse a la actuación jugaba al fútbol americano en la Universidad de la Florida, pero un accidente automovilístico, que lo dejó durante varios meses en silla de ruedas y con cicatrices en la cara, hizo que abandonara el deporte y decidió inscribirse en el Lee Strasberg Theatre Institute.
Escribió y dirigió el cortometraje Beyond Belief, además de dirigir la película Clement. Trabajó en la exitosa película Top Gun, junto a Tom Cruise y Val Kilmer, en el papel de Chipper.
Además, obtuvo un papel en la película de Brian De Palma Carlito's Way, como Frankie Taglialucci, actuando junto a Al Pacino y Sean Penn. Tras algunas apariciones en películas y series como Mysterious Ways le tocó el turno de protagonizar una serie de televisión, la cual fue Héroes, en el personaje de Nathan Petrelli, un abogado postulado para las elecciones del Congreso.
Antes, en 1996, interpretó a Jim Stovkoski en la famosa serie de televisión Profit, quien es un empresario que busca hacerse con el poder dentro de la empresa G&G (Gracen & Gracen), siendo el personaje principal en dicha serie.
Desde 2014 y hasta 2018 tuvo un papel recurrente en la serie Agents of S.H.I.E.L.D. como el Brigadier General Glenn Talbot.

## Filmografía (selección)

### Cine
- 1986: Top Gun
- 1986: Los guerrero del sol (Solarbabies)
- 1987: Chicos Made in USA (Made in USA)
- 1987: Los Viajeros de la Noche (Near Dark)
- 1989: Big Time
- 1992: " just like a woman" (Geraldine o Gerald)
- 1993: Atrapado por su pasado (Carlito's Way)
- 1995: Entre dos corazones (A Mother's Gift)
- 1998: Huida perfecta (The Perfect Getaway)
- 2002: Sobrepasando el límite (Crossing the Line)
- 2006: Heroes
- 2013: Run
- 2015: Kingmakers

### Televisión
- 1996–1997: Profit (9 episodios)
- 2000–2002: Senderos misteriosos (Mysterious Ways; 44 episodios)
- 2003–2005: La juez Amy (Judging Amy; 31 episodios)
- 2005 Desperate Housewives (2 capítulos, temporada 2, capítulo 5 y 6, Anexo:Desperate Housewives (Segunda temporada) abogado de Gabriel solis)
- 2006–2010: Héroes (Heroes; 61 episodios)
- 2016-2017: Colony (serie de televisión) (Colony; 24 episodios)
- 2014–2018: Agentes de S.H.I.E.L.D. (Agents of S.H.I.E.L.D.; 24 episodios)

## Premios
Pasdar ganó el premio Audience Award del AngelCiti Film Festival en 2000 por su papel en la película Clement, de 1999, y también en 2000 ganó el premio Grand Award en el festival World Fest Houston por la misma película.